# Maximilian Rudolf von Schleinitz

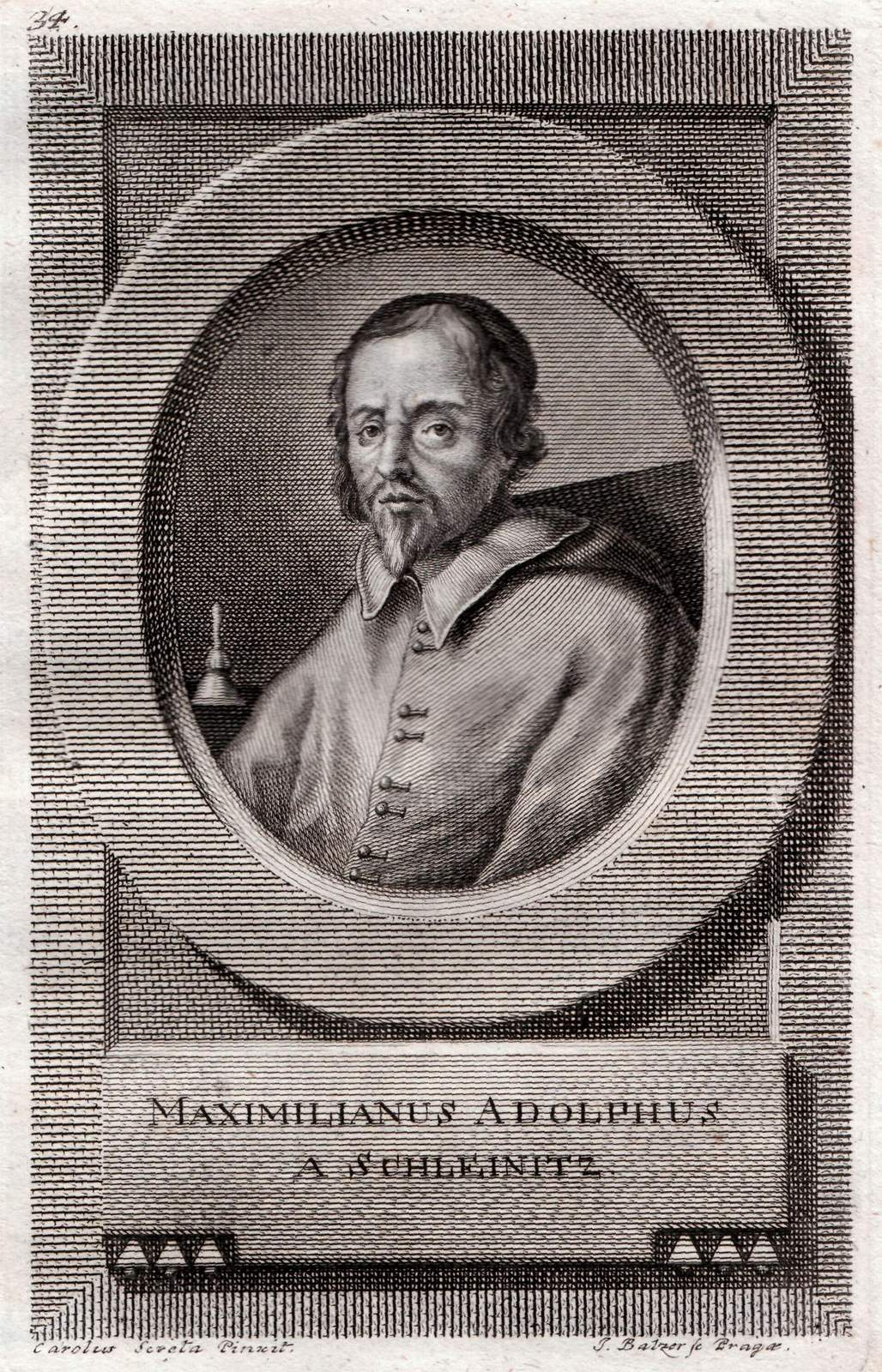
Maximilian Rudolf Freiherr von Schleinitz
Kupferstich von Johann Balzer (1772)

Wappen Maximilian Rudolf Freiherr von Schleinitz, Bischof von Leitmeritz (1655–1675)

Maximilian Rudolf von Schleinitz (auch: Maximilian Rudolf Freiherr von Schleinitz; tschechisch: Maxmilián Rudolf Schleinitz; * 1606 auf Schloss Warnsdorf; † 13. Oktober 1675 in Leitmeritz) war erster Bischof des Bistums Leitmeritz in Böhmen.

## Herkunft
Maximilian Rudolf von Schleinitz entstammte der in Sachsen und Böhmen weit verzweigten alten Adelsfamilie von Schleinitz. Seine Eltern waren Albrecht von Schleinitz, auf Schluckenau in Nordböhmen, Besitzer des Lehens Blansko im Bezirk Boskovice in Mähren, kaiserlicher Kämmerer, * um 1570, † 28. März 1620, und Anna, geb. Freiin von Ričan (Rziczansky von Rziczan, z Rzyczian, von Ritschan) auf Warnsdorf (Varnsdorf). Er war ein Enkel des Johann (Hans) von Schleinitz, * um 1540, † 1. Februar 1595, königlich böhmischer Landvogt der Oberlausitz, auf Liboch und Strogeticz.

## Werdegang
Nach dem Besuch des Gymnasiums der Jesuiten in Olmütz begann Maximilian Rudolf von Schleinitz ebenda mit dem Theologiestudium, das er in Rom fortsetzte und 1630 mit dem akademischen Grad eines Dr. theol. abschloss. Am 6. Mai 1630 wurde er in Prag zum Priester geweiht, war anschließend Seelsorger, Dekan in Friedland (Zakupy) und Pardubitz (Pardubice) und zugleich erzbischöflicher Visitator und Kommissar in Ostböhmen. Er erwarb zahlreiche Pfründen:
- Propstei in Raudnitz (1631)
- Dekanat in Pardubitz (vor 1637)
- Kanonikat in Olmütz
- Prager Dom: Domizellar (1639), Domkanonikat (1637), Domkantor (1638)

Da Maximilian Rudolf von Schleinitz gründliche Kenntnisse der kirchlichen Verwaltungspraxis besaß, berief ihn der Prager Erzbischof Ernst Adalbert von Harrach zu seinem Generalvikar und Offizial.

### Propst in Leitmeritz
Kaiser Ferdinand II. ernannte Schleinitz 1637 zum Propst des Kollegiatkapitels St. Stephan in Leitmeritz. Da das Propsteistift als Folge der Reformation und durch die Auswirkungen des Dreißigjährigen Krieges verwahrlost war, fielen Schleinitz zahlreiche restauratorische und wirtschaftliche Aufgaben zu, die auch mit Rechtsstreitigkeiten verbunden waren. Kirchen und Wohngebäude der Propstei mussten neu errichtet, Güter, Äcker und Weinberge zurückerworben und Maßnahmen zu deren Bewirtschaftung ergriffen werden, für die er auch private Mittel einsetzte.
Da der Kaiser beabsichtigte, Leitmeritz zum Sitz einer neu zu gründenden Diözese zu bestimmen, zu deren Dotation auch die Propstei herangezogen werden sollte, nahm Schleinitz an den entsprechenden Verhandlungen zwischen dem Kaiser und der Kurie teil und machte 1647 in einem Schreiben an den Kaiser und an den Prager Erzbischof Harrach deutlich, dass er sich Hoffnungen auf den Bischofsstuhl mache.

### Bischof von Leitmeritz
Auf Empfehlung des Erzbischofs Harrach nominierte Ferdinand III. Maximilian Rudolf von Schleinitz am 11. Dezember 1647 zum ersten Bischof des noch zu gründenden Bistums Leitmeritz. Die Bestätigung durch Papst Alexander VII. erfolgte erst nach Abschluss der Verhandlungen am 2. Juli 1655 bei gleichzeitiger Bistumsgründung. Da sich Schleinitz wegen der Verhandlungen noch in Rom aufhielt, empfing er am 11. Juli in der Kirche Il Gesù durch den Prager Erzbischof und Kardinal Ernst Adalbert von Harrach die Bischofsweihe. Mitkonsekrator war der Bischof von Viterbo, Kardinal Francesco Maria Brancaccio.
Am 25. Juli 1656 trat Schleinitz sein Bischofsamt in Leitmeritz an. Neben seelsorglichen Bischofsaufgaben gründete er sechzehn neue Pfarreien, veranlasste die Wiederherstellung bzw. den Neubau zahlreicher Pfarrkirchen sowie die Einführung von Religionsunterricht und Volksmissionen, die die abgefallenen Gläubigen zum Katholizismus zurückführen sollten. Er teilte die Diözese verwaltungsmäßig in zwei Vikariate und erließ Vorschriften, die als Diözesanstatuten (Instructio parachialis) fast ein Jahrhundert gültig waren. Zur Bestreitung der Ausgaben stiftete er dem Bistum eine große Geldsumme aus seinem väterlichen Erbe.
1664 wurde mit dem Bau der Domkirche unter der Leitung der Baumeister Giulio Broggio und Giovanni Domenico Orsi de Orsini begonnen. Auf der bischöflichen Herrschaft Drum ließ Schleinitz ein Schloss und auf den Gütern neue Wirtschaftsgebäude errichten.
Schleinitz, der sich auch als Dichter und Historiograph betätigte, war von humanistischer Bildung und ein Förderer von Kunst und Wissenschaft. Seine Hoffnung auf die Erhebung auf den Prager Erzbischofsstuhl ging nicht in Erfüllung, da sich der Wiener Hof nach dem Tod des Erzbischofs Harrach für Johann Wilhelm Libštejnský von Kolowrat entschied.
Nach seinem Tod wurde Schleinitz unter dem Chor der Kathedrale von Leitmeritz beigesetzt.

## Werke
- Maxm. Rudolf Schleinitz: Memorabilium Romanorum exornatorum poetice, ad ethicum alicubi aut politicum sensum, Centuria una. Ed. posterior, ab Authore recognita et ... aucta.. Typ. Univ., Pragae 1667; 1672